# Tímea Czank
Tímea Czank (Budapest, 10 giugno 1986) è una cestista ungherese.

## Carriera
Con l'Ungheria ha disputato i Campionati europei del 2015.